# جابجایی رژیم
جابجایی رژیم (به انگلیسی: Regime shift) تغییرهای بزرگ، ناگهانی و مداوم در ساختار و کارکرد بوم‌سازگان‌ها، آب و هوا، سیستم‌های مالی یا دیگر سیستم‌های پیچیده است. یک رژیم رفتار مشخص یک سیستم است که توسط فرایندها یا بازخوردهای تقویت‌شده متقابل حفظ می‌شود. رژیم‌ها نسبت به دوره زمانی که تغییر روی می‌دهد پایدار در نظر گرفته می‌شوند. جابجایی رژیم‌ها معمولاً زمانی اتفاق می‌افتد که یک تغییر آرام در یک فرایند داخلی (بازخورد) یا یک آشفتگی جداگانه (شوک‌های خارجی) رفتار سیستمی کاملاً متفاوتی را تحریک کند. اگرچه چنین تغییرهای غیرخطی به‌طور گسترده در رشته‌های مختلف از اتم‌ها تا دینامیک آب و هوا مورد مطالعه قرار گرفته‌است، اهمیت جابجایی رژیم در بوم‌شناسی به این دلیل است که می‌تواند به‌طور قابل توجهی بر جریان خدمت بوم‌سازگان که جوامع بر آن تکیه می‌کنند، تأثیر بگذارد  مانند تهیه غذا، آب تمیز یا تنظیم آب و هوا. علاوه بر این، انتظار می‌رود که با افزایش نفوذ انسان بر روی کره زمین، رخ دادن جابجایی رژیم به‌ویژه - آنتروپوسین - از جمله روندهای کنونی دربارهٔ تغییرهای آب و هوایی ناشی از انسان و از دست دادن تنوع زیستی افزایش یابد. هنگامی که جابجایی رژیم با یک نقطه بحرانی یا دوشاخه همراه شود، ممکن است به آنها انتقال بحرانی نیز گفته شود.
دیگر زمینه‌های پژوهشی نوظهور شامل نقش جابجایی رژیم در سامانهٔ زمین، پیامدهای آبشاری در میان جابجایی رژیم، و جابجایی رژیم در سیستم‌های اجتماعی-بوم‌شناختی است.